# Thỏ nâu
Thỏ nâu (danh pháp khoa học:Lepus peguensis) là một loài động vật có vú trong họ Leporidae, bộ Thỏ. Loài này được Blyth mô tả năm 1855.